# هاردینگ گیفارد، نخستین ارل هالزبری
هاردینگ گیفارد (انگلیسی: Hardinge Giffard؛ ‏ ۳ سپتامبر ۱۸۲۳ – ۱۱ دسامبر ۱۹۲۱) سیاستمدار محافظه‌کار و وکیل کل انگلستان و ولز بود که ۳ مرتبه و به مدت ۱۷ سال در مقام «لرد اعظم بریتانیای کبیر» (رئیس مجلس لُردان رئیس قوه قضاییه آنان) خدمت کرد. او به فرمان ادوارد هفتم از سال ۱۸۸۳ تا ۱۹۱۹ دوک کورنوِل بود.
وی همچنین برندهٔ جوایزی همچون همکار انجمن سلطنتی شده‌است و بنجامین دیزرائیلی او را شوالیه نمود.